# Oakhurst (Oklahoma)
Oakhurst é uma Região censo-designada localizada no estado norte-americano de Oklahoma, no Condado de Creek e Condado de Tulsa.

## Demografia
Segundo o censo norte-americano de 2000, a sua população era de 2731 habitantes.

## Geografia
De acordo com o United States Census Bureau tem uma área de
17,4 km², dos quais 17,4 km² cobertos por terra e 0,0 km² cobertos por água.

## Localidades na vizinhança
O diagrama seguinte representa as localidades num raio de 16 km ao redor de Oakhurst.